# Titmouse, Inc.
Titmouse, Inc. est un studio d'animation américain qui produit des programmes pour la télévision et le cinéma, des clips musicaux, des publicités et des courts métrages.  
Il est fondé en 2000 et a des bureaux à Los Angeles, New York et Vancouver. Parmi les films produits on trouve Motorcity pour Disney XD, Big Mouth et Agent Elvis pour Netflix, Metalocalypse, The Venture Bros., Superjail!, Ballmastrz: 9009, Black Dynamite pour Adult Swim et Megas XLR et Mao Mao : Héros au cœur pur pour Cartoon Network.

## Historique
Le fondateur de Titmouse, Chris Prynoski commence par travailler pour MTV sur des programmes comme Daria, Beavis and Butt-Head et sa création Downtown, nommée pour un Emmy Award. Au début des années 2000, Prynoski ouvre une petite boutique de t-shirts avec son épouse, Shannon Prynoski. Cependant, ayant plus de demandes pour créer des films d'animation que pour leurs t-shirts, ils décident d'abandonner la boutique pour l'animation. ils déménagent en Californie et ouvre un studio d'animation nommé Titmouse, Inc. Ils engagent le directeur artistique Antonio Canobbio. Titmouse ouvre une division de jeux vidéo en 2009.
Grâce à des projets comme Metalocalypse, Superjail! et The Venture Bros. pour Adult Swim, la société s'agrandit et ouvre un autre studio à New York en 2010.
En Avril 2016, Titmouse produit son premier long-métrage intitulé Nerdland. Le film est classé R, et a pour acteurs Paul Rudd et Patton Oswalt.

## Productions

### Années 2000
- Megas XLR (Épisodes 1–13 uniquement) (2004) (Cartoon Network) (Production d'animation à l'étranger: Digital eMation ( Corée), Sunmin Image Pictures ( Corée), Sunwoo Entertainment ( Corée))
- Metalocalypse (2006–2013) (Adult Swim)
- G.I. Joe: Resolute (2009) (Adult Swim/Hasbro)
- DJ & the Fro (2009) (MTV)
- Slasher School (2009) (G4)

### Années 2010
- Black Panther (2010) (BET/Marvel Comics)
- Mad (Saison 1 uniquement) (2010–2011) (Cartoon Network/DC Comics/Warner Bros.) (Production d'animation à l'étranger: Cyber Chicken ( Corée))
- Superjail! (Saisons 2–4 uniquement) (2011–2014) (Adult Swim)
- The Venture Bros. (Saisons 5–7 uniquement) (2011–2018) (Adult Swim) (Production d'animation à l'étranger: Digital eMation ( Corée))
- China, IL (2012–2015) (Adult Swim/Neely Comics) (Production d'animation à l'étranger: Hanho Heung-Up ( Corée))
- Motorcity (2012–2013) (Disney XD) (Production d'animation à l'étranger: Incessant Rain Studios ( Népal))
- Black Dynamite (Saison 1 uniquement) (2012) (Adult Swim) (Production d'animation à l'étranger: Dong Woo Animation ( Corée), Hanho Heung-Up ( Corée), Studio Mir ( Corée))
- Randy Cunningham, le ninja (Randy Cunningham: 9th Grade Ninja) (2012–2015) (Disney XD) (Production d'animation à l'étranger: Boulder Media ( Irlande))
- Turbo FAST (2014–2016) (Netflix/Dreamworks) (Production d'animation à l'étranger: Dong Woo Animation ( Corée), Hanho Heung-Up ( Corée), Sunmin Image Pictures ( Corée))
- Breadwinners (2014–2016) (Nickelodeon)
- TripTank (Segments "Jerk Chicken" uniquement) (2014–2016) (Comedy Central)
- Liquid Television (2014) (MTV/BBC)
- King Star King (2014) (Adult Swim)
- Kirby Buckets (Hybride d'animation et d'action réelle) (2015–2017) (Disney XD)
- Moonbeam City (2015) (Comedy Central)
- Brad Neely's Harg Nallin' Sclopio Peepio (2016) (Adult Swim/Neely Comics)
- En route : Les Aventures de Tif et Oh (Home: Adventures with Tip and Oh) (2016–2018) (Netflix/Dreamworks)
- Robover (Future-Worm!) (2016–2018) (Disney XD)
- Son of Zorn (Hybride d'animation et d'action réelle) (2016–2017) (Fox)
- Hanazuki (Hanazuki: Full of Treasures) (2017–2019) (Discovery Family/Hasbro) (Production d'animation à l'étranger: Inspidea ( Malaisie))
- Niko et L'épée de Lumière (Niko and the Sword of Light) (2017–2019) (Amazon Prime Video) (Production d'animation à l'étranger: Hanho Heung-Up ( Corée))
- Boucle d'Or et Petit Ours (Goldie and Bear) (Saison 2 uniquement) (2017–2018) (Disney Junior) (Production d'animation à l'étranger: ICON Creative Studios ( Canada))
- Big Mouth (2017–en cours) (Netflix) (Production d'animation à l'étranger: Yearim Productions ( Corée), Yeson Entertainment ( Corée))
- Ballmastrz: 9009 (2018–2020) (Adult Swim)
- Lennon et Gluko (Little Big Awesome) (2018) (Amazon Prime Video)
- Les Aventures extraordinaires de Capitaine Superslip (The Epic Tales of Captain Underpants) (2018–2020) (Netflix/Scholastic/Dreamworks) (Production d'animation à l'étranger: Digital eMation ( Corée) (Saison 1 uniquement), Inspidea ( Malaisie))
- Tigtone (2019–2020) (Adult Swim)
- T.O.T.S. (T.O.T.S. - Tiny Ones Transport Service) (2019–2022) (Disney Junior) (Production d'animation à l'étranger: ICON Creative Studios ( Canada))
- Mao Mao : Héros au cœur pur (Mao Mao: Heroes of Pure Heart) (2019–2020) (Cartoon Network) (Production d'animation à l'étranger: Inspidea ( Malaisie))
- Les pérégrinations d'Archibald (Archibald's Next Big Thing) (2019–2021) (Netflix/Boxing Clever Publishing/Dreamworks) (Production d'animation à l'étranger: Ink Animation ( Australie))
- Bless the Harts (2019–2021) (Fox) (Production d'animation à l'étranger: Digital eMation ( Corée), Yearim Productions ( Corée))

### Années 2020
- Cléopâtre dans l'espace (Cleopatra in Space) (2020–2021) (Hulu/Scholastic/Dreamworks) (Production d'animation à l'étranger: DigiToonz Media & Entertainment ( Inde))
- The Midnight Gospel (2020) (Netflix) (Production d'animation à l'étranger: Ink Animation ( Australie), Lighthouse Studios ( Irlande))
- Star Trek: Lower Decks (2020–en cours) (Paramount+) (Production d'animation à l'étranger: Ink Animation ( Australie))
- Animaniacs (2021–2023) (Hulu/Warner Bros.) (Production d'animation à l'étranger: Giant Ant ( Canada), Ink Animation ( Australie), Snipple Animation Studios ( Philippines) (Saison 1 uniquement), Tonic DNA ( Canada) (Saison 1 uniquement), Yowza! Animation ( Canada) (Saisons 1–2 uniquement), Tiger Animation ( Corée) (Saison 2 uniquement), Digital eMation ( Corée) (Saisons 2–3 uniquement), Saerom Animation ( Corée) (Saisons 2–3 uniquement), Birdo Studio ( Brésil) (Saison 3 uniquement), Flystudio ( Malaisie) (Saison 3 uniquement))
- Kinderwood (2021) (Amazon Prime Video/Noggin)
- Baby Shark : L'Aventure sous l'eau (Baby Shark's Big Show!) (2021–en cours) (Nick Jr./Pinkfong)
- Devil May Care (2021) (SyFy) (Production d'animation à l'étranger: Inspidea ( Malaisie))
- We the People (2021) (Netflix) (Production d'animation à l'étranger: Ink Animation ( Australie))
- J'adore Arlo (I Heart Arlo) (2021) (Netflix) (Production d'animation à l'étranger: Ink Animation ( Australie), Inspidea ( Malaisie))
- Queer Force (Q-Force) (2021) (Netflix/Universal) (Production d'animation à l'étranger: Ink Animation ( Australie), Inspidea ( Malaisie))
- The Harper House (2021) (Paramount+/Neely Comics) (Production d'animation à l'étranger: Inspidea ( Malaisie))
- Chicago Party Aunt (2021–2023) (Netflix)
- Maya, princesse guerrière (Maya and the Three) (2022) (Netflix) (Production d'animation à l'étranger: Tangent Animation ( Canada))
- Fairfax (2022) (Amazon Prime Video)
- Harriet l’espionne (Harriet the Spy) (2022–en cours) (Apple TV+/HarperCollins) (Production d'animation à l'étranger: Digital eMation ( Corée))
- La Légende de Vox Machina (The Legend of Vox Machina) (2022–en cours) (Amazon Prime Video) (Production d'animation à l'étranger: Production Reve ( Corée))
- The Boys présentent : Les Diaboliques (The Boys Presents: Diabolical) (2022) (Amazon Prime Video/Dynamite Entertainment Comics/Sony Pictures) (Production d'animation à l'étranger: Snipple Animation Studios ( Philippines))
- Human Resources (2022–2023) (Netflix) (Production d'animation à l'étranger: Yeson Entertainment ( Corée))
- Trivia Quest (2022) (Netflix)
- Plume et Duvet (Duck & Goose) (2022–en cours) (Apple TV+/Penguin Random House)
- Beavis and Butt-head (2022–en cours) (Paramount+) (Production d'animation à l'étranger: Snipple Animation Studios ( Philippines) (Saison 1 uniquement), Inspidea ( Malaisie))
- Pantheon (2022–2023) (AMC+/Amazon Prime Video) (Production d'animation à l'étranger: DR Movie ( Corée), Tiger Animation ( Corée))
- Papa est un chasseur d'aliens (My Dad the Bounty Hunter) (2023–en cours) (Netflix)
- Kiff (2023–en cours) (Disney Channel) (Production d'animation à l'étranger: Yearim Productions ( Corée))
- Super Turbo Story Time (2023–en cours) (MotorTrend+) (Production d'animation à l'étranger: Inspidea ( Malaisie))
- Agent Elvis (2023–en cours) (Netflix/Sony Pictures) (Production d'animation à l'étranger: Combo Studio ( Brésil))
- Digman! (2023–en cours) (Comedy Central)
- Royal Crackers (2023–en cours) (Adult Swim) (Production d'animation à l'étranger: Inspidea ( Malaisie))
- Ranelot et Bufolet (Frog and Toad) (2023–en cours) (Apple TV+/HarperCollins)
- Pupstruction (2023–en cours) (Disney Junior) (Production d'animation à l'étranger: Rainbow S.p.A. ( Italie))
- Scavengers Reign (2024–en cours) (Max)
- Common Side Effects (2025–en cours) (Max)

### Films d'animation
- Baton (2009) (Production d'animation à l'étranger: Tsuburaya Productions ( Japon))
- Freaknik: The Musical (2010) (Adult Swim)
- Team Hot Wheels: The Skill to Thrill! (2015) (Mattel) (Production d'animation à l'étranger: Incessant Rain Studios ( Népal))
- Team Hot Wheels: Build the Epic Race! (2016) (Netflix/Mattel) (Production d'animation à l'étranger: Incessant Rain Studios ( Népal))
- TMNT Half-Shell Heroes: Blast to the Past (2016) (Nickelodeon/Playmates Toys/Spin Master)
- Nerdland (2016) (Production d'animation à l'étranger: Incessant Rain Studios ( Népal), Khara ( Japon), Toonz Animation India ( Inde), Trigger ( Japon))
- Team Hot Wheels: Search for the 5th Driver! (2018) (Netflix/Mattel) (Production d'animation à l'étranger: Incessant Rain Studios ( Népal))
- Teen Titans Go! Le film (Teen Titans Go! To the Movies) (2018) (Cartoon Network/DC Comics/Warner Bros.)
- Nouvelle Génération (Next Gen) (2018) (Netflix/Alibaba Pictures) (Production d'animation à l'étranger: Tangent Animation ( Canada))
- Neo Yokio: Pink Christmas (2018) (Netflix) (Production d'animation à l'étranger: Digital eMation ( Corée))
- Le Dragon-génie (Wish Dragon) (2021) (Netflix/Sony Pictures/Tencent Pictures) (Production d'animation à l'étranger: Base FX ( Chine))
- Arlo, le garçon alligator (Arlo the Alligator Boy) (2021) (Netflix) (Production d'animation à l'étranger: Ink Animation ( Australie))
- Beavis and Butt-Head Do the Universe (2022) (Paramount+) (Production d'animation à l'étranger: Ink Animation ( Australie))
- Spider-Man : Across the Spider-Verse (2023) (Sony Pictures/Marvel Comics)
- Taz: Quest for Burger (2023) (Warner Bros.)
- The Venture Bros.: Radiant Is the Blood of the Baboon Heart (2023) (Adult Swim)
- Metalocalypse: Army of the Doomstar (2023) (Adult Swim)
- Les Trolls 3 (Trolls Band Together) (2024) (Dreamworks/Universal)
- Baby Shark's Big Movie! (2024) (Paramount+/Nick Jr./Pinkfong)